# Réunionweihe
Die Réunionweihe (Circus maillardi) ist ein Greifvogel aus der Gattung der Weihen (Circus). Die auf der Insel Réunion endemische Art ist eine der kleinsten Weihen und bewohnt das wald- und gebüschreiche Hochland der Insel. Sie ernährt sich vor allem von kleinen Säugetieren und Vögeln, die sie in dichter Vegetation erbeutet. Die Brutzeit liegt zwischen Januar und April, die Gelege bestehen aus zwei bis drei Eiern. Ursprünglich war die Art auch auf der benachbarten Hauptinsel von Mauritius beheimatet, starb dort aber zu einem unbekannten Zeitpunkt aus.
Die Réunionweihe, im örtlichen Kreolisch Papangue genannt, ist eine der weltweit am stärksten bedrohten Greifvogelarten. Der Bestand umfasst höchstens 340 ausgewachsene Vögel. Hinzu kommt das sehr kleine Verbreitungsgebiet, das sich auf die weniger besiedelten Gebiete Réunions beschränkt. BirdLife International klassifiziert die Art aus diesen Gründen als endangered (stark gefährdet).

## Merkmale

### Körperbau und Aussehen
Die Réunionweihe ist ein sehr kleiner Vertreter ihrer Gattung. Sie hat im Vergleich zu anderen Weihenarten relativ kurze und gerundete Flügel und kurze Beine, dafür vergleichsweise lange dritte Zehen und Krallen. Dieser Körperbau stellt eine Anpassung an die ursprünglich stark bewaldeten Maskarenen und die hauptsächlich fliegende Beute dar. Zwischen den Weibchen und den Männchen der Réunionweihe besteht sowohl im Bezug auf die Körpergröße als auch auf die Gefiederfärbung ein deutlicher Unterschied. Weibliche Individuen werden zwischen 3 und 15 % größer als Männchen. Männchen der Réunionweihe haben eine Flügellänge von 340–360 mm und eine Schwanzlänge von 218–230 mm. Ihr Laufknochen misst zwischen 78 und 90 mm. Weibliche Vögel erreichen eine Flügellänge von 370–390 mm und eine Schwanzlänge von 218–230 mm. Der Laufknochen des Weibchens wird ebenfalls 78–90 mm lang. Die Spannweite macht im Flug etwa das 2,4-Fache der Körperlänge aus. 

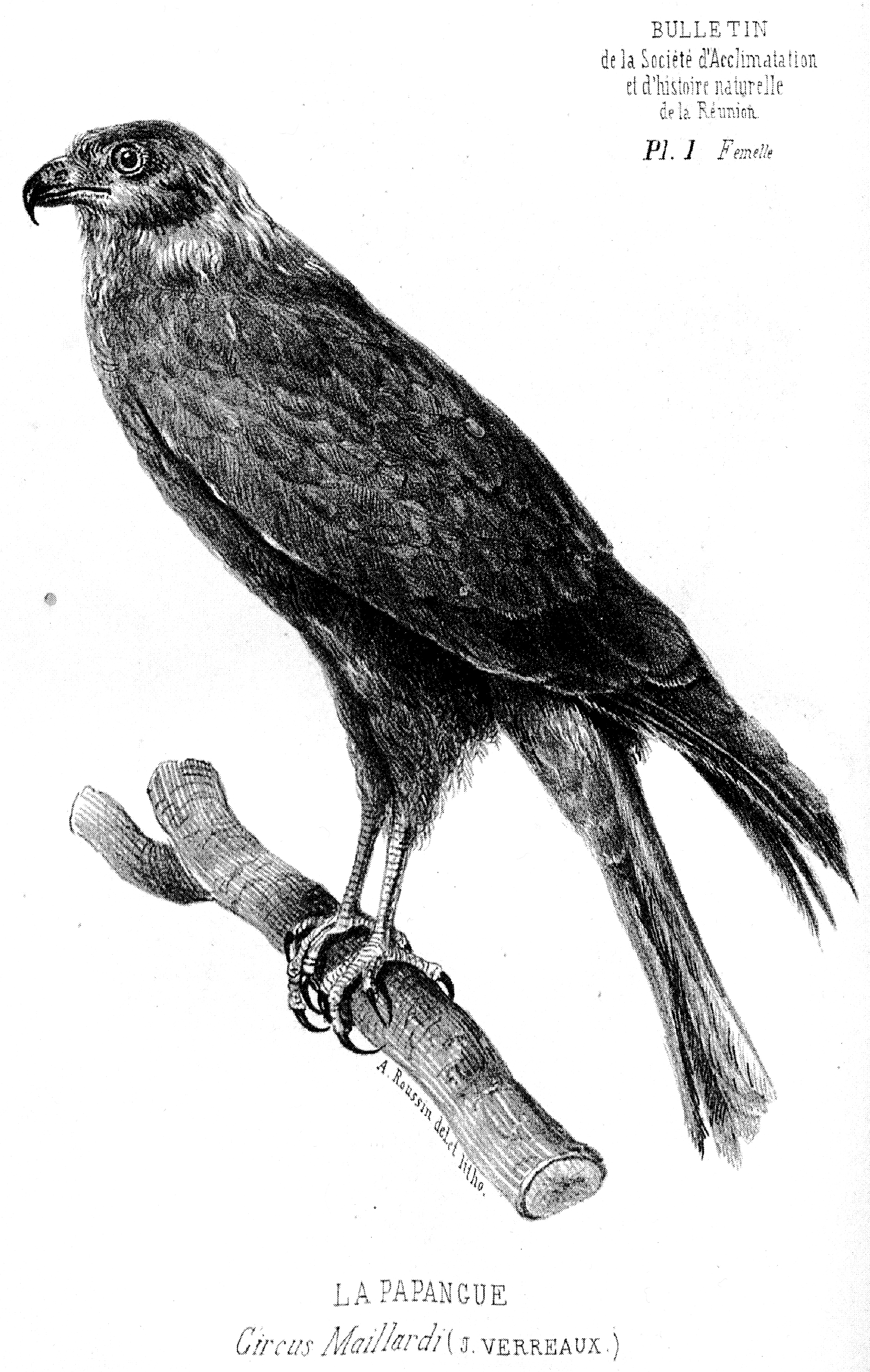
Zeichnung eines Weibchens von Louis Antoine Roussin. Die dunklen Teile des Gefieders sind in Natur dunkelbraun, helle Partien cremefarben und die Beine gelb.

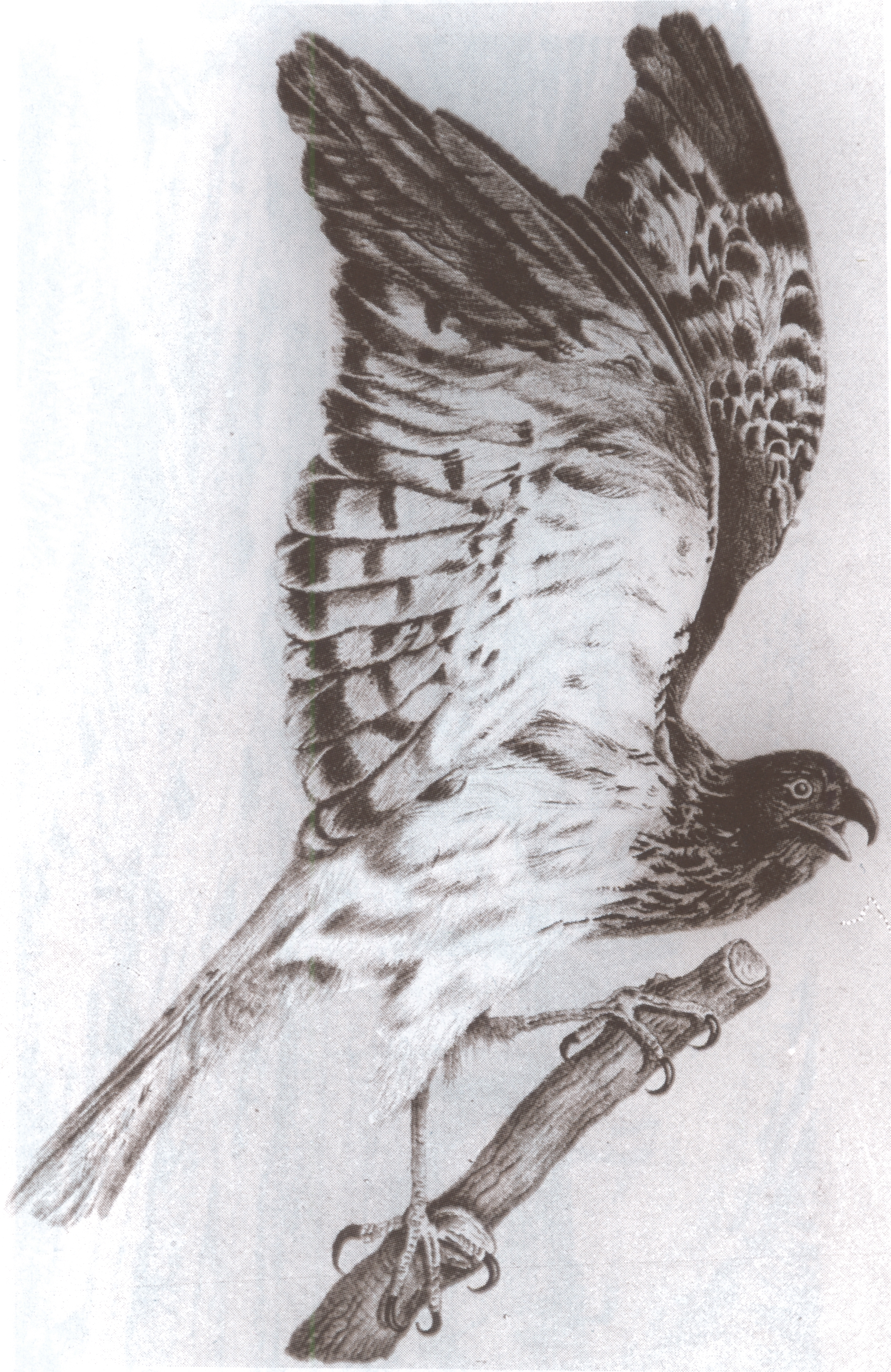
Lithographie einer männlichen Réunionweihe von Louis Antoine Roussin. Die Farbgebung des Gefieders entspricht der Wirklichkeit, die Beine sind in natura gelb.

Männliche Vögel zeigen eine kontrastreiche Gefiederfärbung aus Schwarz-, Grau- und Weißtönen. Der Gesichtsschleier ist einheitlich schwarz, er wird von einem schwarz-weiß gestrichelten Kragen eingefasst, der sich von Hinterkopf und Nacken über die Kehle bis zur Brust zieht. Rücken und Oberflügeldecken sind einheitlich schwarz, lediglich der Flügelbug ist weiß gefärbt. Die grauen Hand- und Armschwingen des Männchens zeigen eine schmale, schwarze Subterminalbinde; die äußeren sechs Handschwingen sind vollständig schwarz. Der Bürzel ist weiß, die Steuerfedern oberseits einheitlich grau mit einer schwarzen Subterminalbinde. Bauch und Hosen sind einheitlich weiß und zeigen höchstens einige wenige schwarze Strichel. Die Unterarmdecken und die Unterseite der Schwingen sind mit Ausnahme der fünf äußeren, schwarzen Handschwingen weiß, am unteren Flügelrand verläuft eine schmale, schwarze Subterminalbinde. Die Steuerfedern sind auf der Unterseite ebenfalls grau und besitzen eine dunkle Subterminalbinde. 
Die Weibchen haben einen vom Schnabel ausgehend radial braun-weiß gestrichelten Kopf. Die Strichelung ist auf dem Gesichtsschleier dunkler und dichter als auf dem Rest des Kopfes. Rücken und Flügel sind einheitlich dunkelbraun, die einzige Ausnahme bildet der weiße Flügelbug. Der Bürzel ist variabel weiß gefärbt, die Schwanzfedern sind auf der Oberseite braun und zeigen eine breite, dunkle Bänderung. Auf der Bauchseite zieht sich auf weißem Grund von der Brust bis zu den Hosen eine deutliche, rotbraun-gelbliche Strichelung. Beine und Wachshaut sind bei adulten Männchen und Weibchen gelb, ebenso wie die Iris. 
Jungvögel im ersten Jahr sind noch dunkler braun gefärbt als die Weibchen. Auf der Oberseite sind sie fast einheitlich dunkelbraun, lediglich im Nacken besitzen sie einen hellen cremefarbenen Fleck. Der Bürzel ist rotbraun, an ihn schließen sich oberseitig dunkel gebänderte, braune Steuerfedern an. Auf Brust und Bauch sind Jungvögel dunkelbraun gefärbt, der Hinterleib ist rotbraun. Juvenile Tiere haben eine kastanienbraune Iris sowie gelbe Beine und eine gelbe Wachshaut. Das Jugendkleid geht schrittweise in die adulten Gefieder über, wobei beim Männchen zunächst der Bauch ein Strichelmuster annimmt, später die Flügelunterseiten aufhellen und schließlich auch die Gefiederoberseite von braun nach schwarz-weiß umfärbt. 

### Flugbild

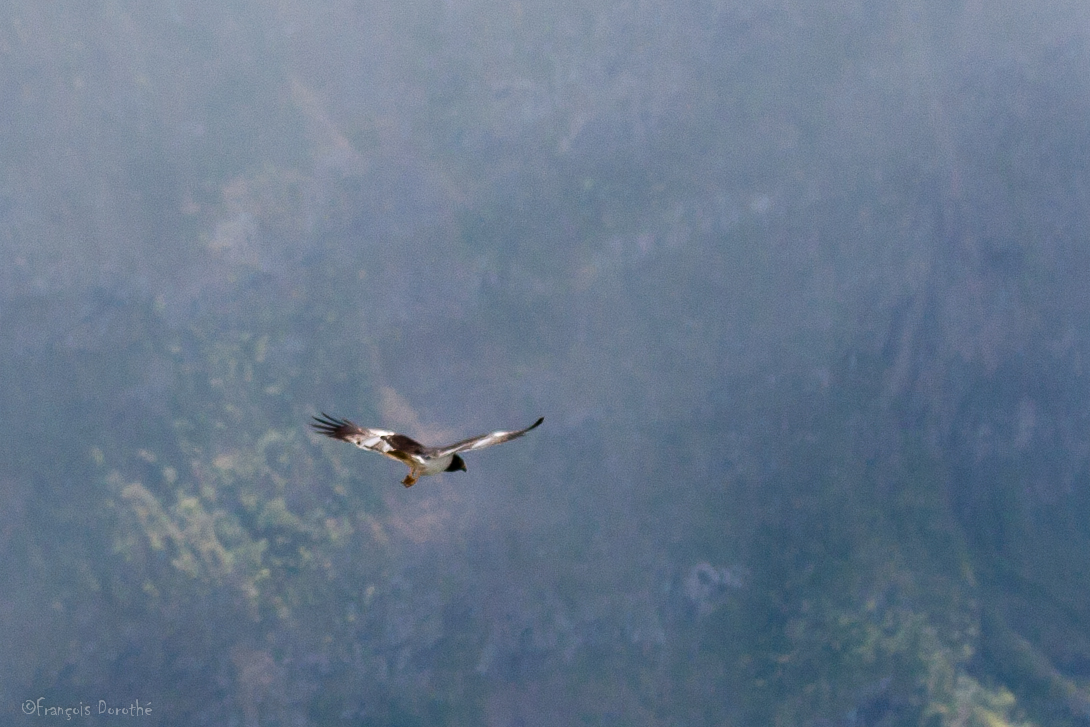
Réunionweihe (subadultes Männchen) über der Rivière des Galets

Die Réunionweihe unterscheidet sich im Flug deutlich von den anderen Arten der Gattung Circus. Vom Habitus erinnert sie stärker an kompaktere Habichte, vor allem im Bezug auf die relativ kurzen, gerundeten Flügel. Der weihentypische Gaukelflug in geringer Höhe über weitläufigem, offenem Gelände ist bei der Réunionweihe seltener zu beobachten. Stattdessen fliegt die Réunionweihe in wendigem Flug häufig knapp über und zwischen Bäumen oder entlang von Steilhängen. Bisweilen kreist sie auch in großer Höhe über der Vegetation. Daneben sind in der Brutzeit vor allem beim Männchen spektakuläre Balzflüge mit rasanten Manövern zu beobachten. 

### Lautäußerungen

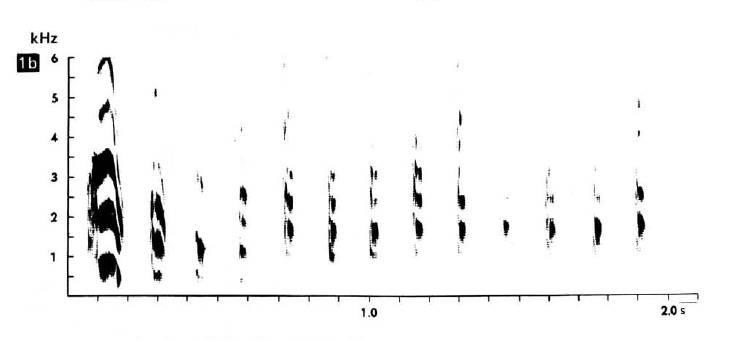
Klageruf einer Réunionweihe grafisch dargestellt

Réunionweihen verfügen über ein Repertoire verschiedener Rufe, die teils denen anderer Weihen ähneln, teils charakteristisch für die Art sind. Während der Balzflüge rufen beide Geschlechter klagend mit kai pi-pi-pi-pi-pi oder kai-ké-ké-ké. Dies ist ein im Vergleich mit dem Rest der Gattung eher komplexer Ruf, der häufiger vom Männchen zu hören ist. Außerdem lässt das Männchen während der Balz ein krächzendes tschip vernehmen. Zum Ende des Balzfluges stößt es einen kie-kju-Ruf aus. Bringt das Männchen Nahrung heran oder verjagt es einen Rivalen, ruft es mit einem scharfen pjiuu. Küken und brütende Weibchen betteln mit langgezogenem pijou pijou um Futter. Einen ähnlichen Ruf geben Jungvögel regelmäßig von sich, wenn sie in Gruppen unterwegs sind. 

## Verbreitung und Wanderungen
Die Réunionweihe ist heute auf der im Indischen Ozean gelegenen Insel Réunion endemisch. Das Verbreitungsgebiet umfasste früher auch das etwa 200 km entfernte Mauritius, hier starb die Art jedoch zu einem unbekannten Zeitpunkt aus. Mit 2507 km² hat die Réunionweihe das kleinste Verbreitungsgebiet aller Weihen. 

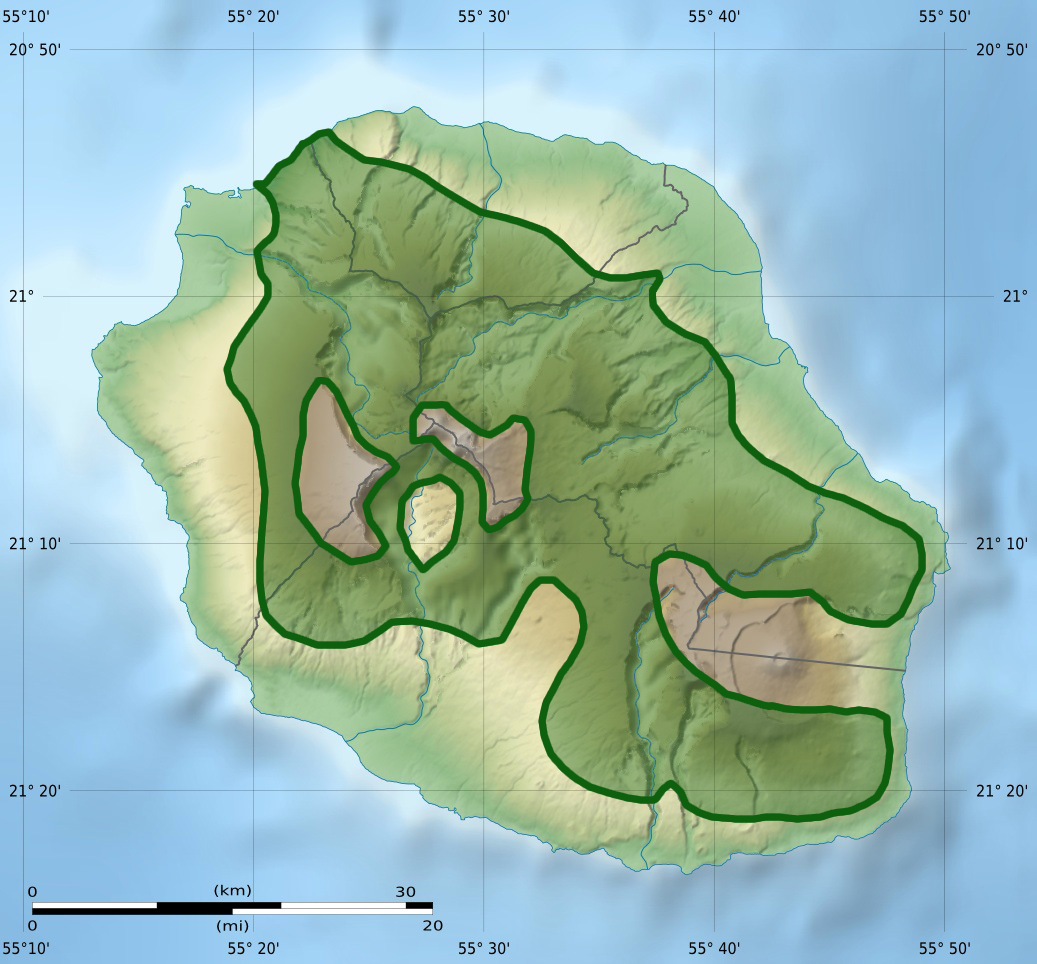
Verbreitung auf Réunion in den Jahren 1973 bis 1975. Bis heute werden vor allem entlegenere Gebiete des Hochlandes von der Réunionweihe besiedelt.

Auf Réunion werden vor allem die höher gelegenen Teile der Insel besiedelt. Entlang der tiefer gelegenen Küstengebiete fehlt die Réunionweihe – mit Ausnahme des Nordwestens, der mittleren Nordostküste und des Ostens –, weil die menschliche Besiedlung dort besonders dicht und die Eingriffe in die ursprüngliche Vegetation der Insel am stärksten sind. Im Inneren des Cirque de Cilaos fehlt der Vogel rund um Cilaos. Die Plaine des Cafres im Süden bietet offenbar kein geeignetes Bruthabitat, weshalb hier ebenfalls eine Lücke besteht. Die höchsten Bergregionen um den Piton des Neiges werden von der Réunionweihe gemieden, ebenso wie die Vulkanlandschaft Grand Brûlé, die sich vom Piton de la Fournaise bis zur Ostküste erstreckt und regelmäßig durch Eruptionen erschüttert wird. 
Réunionweihen sind Standvögel und unternehmen keine größeren Wanderungen. Auf Mauritius erscheinen gelegentlich Individuen als Irrgast. Im Spätwinter finden sich größere Zahlen über den Zuckerrohrfeldern im Tiefland ein, die ansonsten gemieden werden. Grund dafür ist der erleichterte Zugang zu Kleintierbeute in den dann geernteten Feldern, wobei dieses Phänomen in früheren Jahrhunderten wohl stärker ausgeprägt war als in Zeiten der heute vorherrschenden intensiven Landwirtschaft. 

## Lebensraum

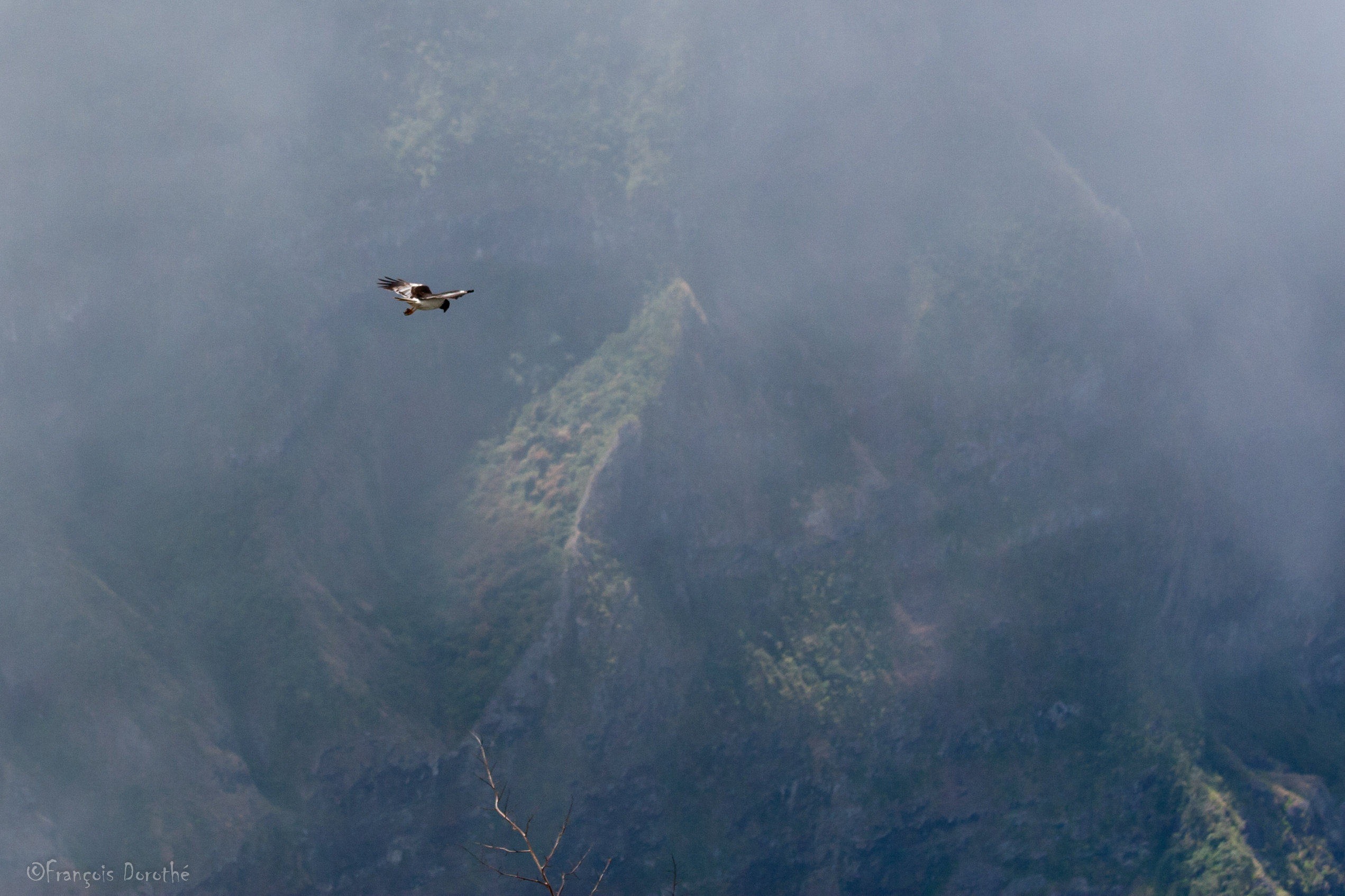
Die dichte Vegetation des bergigen Hochlandes bildet den Lebensraum der Réunionweihe

Der Lebensraum der Réunionweihe ist für Weihen eher untypisch. Er besteht vorrangig aus dicht mit halbhohen Sträuchern und Bäumen bewachsenen Berghängen, Flusstälern oder Talkesseln, die nicht besonders ausgedehnt sind. Die Bruthabitate umfassen fast ausschließlich dichtes Gestrüpp, Savanne oder Waldlichtungen in höheren Lagen, nur stellenweise reichen sie in Flusstälern auch tiefer hinab. Dort werden auch sumpfige und spärlicher bewachsene Habitate genutzt. 
In Bezug auf Jagdhabitate ist die Réunionweihe weniger anspruchsvoll. Hier nutzt sie auch landwirtschaftliche Flächen, Straßenränder und Golf- oder Flugplätze. Am häufigsten jagt die Réunionweihe über offener und halboffener Landschaft entlang von Berghängen, Heidelandschaften oberhalb der Baumgrenze sowie in Wäldern im Tiefland. Daneben wird auch häufig in Zuckerrohrfeldern gejagt, die trotz dichter Vegetation nicht für die Brut genutzt werden. Dichte Primärwälder, urbane und suburbane Lebensräume sowie Flussmündungen nutzt sie hingegen kaum als Jagdhabitate. 
Die ungewöhnliche Habitatnutzung resultiert aus den Veränderungen in der Inselvegetation seit der Besiedlung durch den Menschen. Während ursprünglich wohl die Marschgebiete entlang der Flüsse und der Küste besiedelt wurden, drängten Landwirtschaft und menschliche Besiedlung der Küste die Art weiter ins waldreiche Hochland. 
Die Brutgebiete reichen bis auf 1200 m, gejagt wird in Höhen von bis zu 2600 m, wobei Gebiete unterhalb von 800 m sowohl für die Brut als auch für die Jagd bevorzugt werden. 

## Lebensweise

### Jagd und Ernährung
Die Réunionweihe nutzt bei der Jagd in der Regel eine Überraschungstaktik. Beutetiere werden aus der Deckung des Gestrüpps oder Geästs heraus attackiert oder indem sie im Sturzflug einen Hang hinab fliegt und Beute aufschreckt. Die von anderen Weihen bekannte Jagdstrategie, bei der im niedrigen Gaukelflug Beute aus der Vegetation gegriffen wird, wird mangels geeigneter Flächen und Vegetationsformen nur selten verfolgt. Die Réunionweihe patrouilliert entlang fester Routen, meist ausgehend vom Nistplatz, oder kreist in großer Höhe, um Beute auszumachen. Dabei sind die Vögel sehr aktiv und verbringen einen Großteil des Tages im Flug. Sie beginnen in der Regel zwei Stunden nach Sonnenaufgang mit der Jagd. Wenn die Jungen gefüttert werden müssen, beginnen sie bereits eine Stunde früher. 

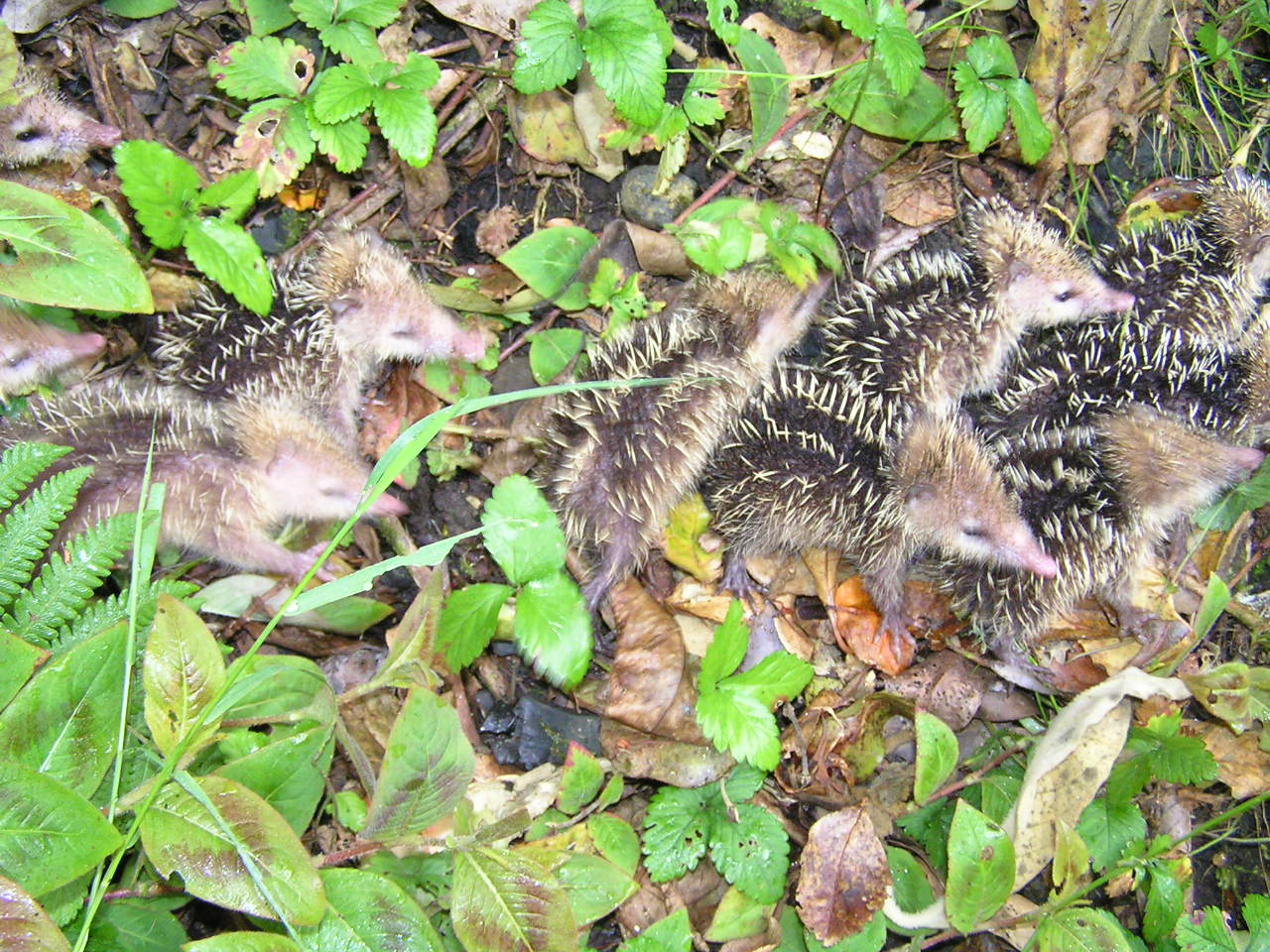
Eine Familie Großer Tenreks (Tenrec ecaudatus) auf Réunion. Diese Art ist das Hauptbeutetier der Réunionweihe.

Die Nahrung besteht zu rund 50 % aus Säugetieren, daneben werden auch kleine Vögel, Reptilien und Amphibien erbeutet. Grundsätzlich ist die Réunionweihe bei der Nahrungsaufnahme opportunistisch und frisst auch Aas oder Vogeleier. Hauptnahrung sind Ratten (Rattus spp.) und Große Tenreks (Tenrec ecaudatus). Die Aktivitätszeit der Tenreks zwischen Oktober und Mai fällt mit der Hauptbrutzeit vieler Vogelarten auf Réunion zusammen. Im Winter sind diese Nahrungsquellen für die Réunionweihe nicht verfügbar, weshalb sie auf andere Beutetiere zurückgreifen muss. Unter den Vögeln werden Singvögel wie Réunion-Brillenvögel (Zosterops olivaceus) oder verwilderte Haustauben (Columba livia) erbeutet. Letztere sind wegen der Bejagung durch die Réunionweihe außerhalb von Ortschaften offenbar stark zurückgegangen. 
Der hohe Anteil von terrestrischen Säugetieren an der heutigen Nahrung ist insofern bemerkenswert, als dass diese erst bei der Besiedlung durch die Europäer im 17. Jahrhundert eingeführt wurden. Bis dahin muss sich die Réunionweihe vorwiegend von Vögeln – mittlerweile ausgestorbenen Tauben- und Papageienarten – und endemischen Fledermäusen ernährt haben. Die Réunionweihe ist der einzig verbliebene Beutegreifer der örtlichen Fauna, der das ganze Jahr über auf der Insel anzutreffen ist. Als solcher konnte sie anders als viele andere Vogelarten auf der Insel ihre ökologische Nische durch die Einführung von Ratten und anderen Säugetieren somit erweitern. 

### Territorialverhalten und Siedlungsdichte
Réunionweihen zeigen kaum Territorialverhalten. Jagdgebiete werden oft gemeinsam von benachbarten Brutpaaren genutzt. Lediglich während der Paarungszeit kommt es zu aggressivem Verhalten zwischen den Männchen. Dabei fliegen die Vögel mit stark zu einem V gewinkelten Flügeln und herabhängenden Beinen unter lauten Rufen um das Nest auf und ab.
Die Größe der Jagdgebiete variiert je nach Region und liegt zwischen 3 und 6 km² pro Brutpaar. Die höchste Siedlungsdichte fand sich in einem 8 km langen Talabschnitt von 16 km², der von sieben Brutpaaren besiedelt wurde. Innerhalb der großen Talkessel ist die Siedlungsdichte mit durchschnittlich zwei bis drei Brutpaaren hingegen eher gering.

### Balz und Brut
Die Paarungszeit beginnt im Oktober, wobei beide Geschlechter, jedoch vorwiegend die Männchen, spektakuläre Balzflüge zeigen. Sie steigen mit klagenden Rufen kreisend in große Höhen auf und beginnen dort, in sinusförmigen Kurven auf- und abzufliegen. Die Amplitude beträgt 15–20 m. Kurz vor dem Gipfel jeder Flugkurve schlagen sie erst intensiv mit den Flügeln, vollführen dann eine Rolle und lassen den tschip-Ruf vernehmen, bevor sie sich wieder hinabstürzen. Zum Ende dieser Schauflüge stürzen sie sich unter kie-kju-Rufen trudelnd hinab, vollführen im Fall Loopings und landen schließlich auf dem potentiellen Nistplatz. Dieses Balzritual nimmt in der Regel 10–15 min in Anspruch und wird mehrmals am Tag wiederholt. Manchmal wird es von mehreren Männchen gleichzeitig vollführt, nur selten nimmt das Weibchen daran teil. 
Das Nest wird ab Oktober oder November von beiden Geschlechtern direkt auf dem Erdboden oder in niedrigen (1–3 m hohen) Sträuchern gebaut. Es besteht aus Zweigen, misst 60–70 cm im Durchmesser und besitzt in der Mitte eine Vertiefung von 20–25 cm Tiefe. Diese Mulde wird mit trockenen Gräsern ausgekleidet. Das Weibchen legt 1–3 weiße Eier von 4,6–5,1 × 3,5–3,7 cm Größe, im Schnitt 2,7. Die Eiablage erfolgt zwischen Anfang Januar und Ende Mai, meist im Februar und März, und findet nach der aller anderen indigenen Vogelarten statt. Zu dieser Zeit herrscht auf Réunion feuchtwarme Witterung vor, andere Weihenarten brüten hingegen eher in Trockenperioden. Die Küken schlüpfen nach 33–36 Tagen und haben zunächst ein gräulich-weißes Dunengefieder, das nach 8–10 Tagen ins Gelbliche umfärbt. Bereits ab diesem Zeitpunkt bewegen sich die Nestlinge aktiv in der Umgebung des Nests. Im Alter von 45–50 Tagen werden die Jungen flügge. Während der nächsten zwei Monate bleiben sie von den Eltern abhängig, bewegen sich weiterhin meist in der näheren Nestumgebung und werden vom Vater versorgt. Sie erweitern ihren Aktionsradius Schritt für Schritt, bleiben aber das ganze erste Jahr hindurch bis in den Dezember in der Nähe der Eltern. Mit durchschnittlich 1,4 ausfliegenden Jungen und 2,7 Eiern pro Brutpaar und Jahr ist die Reproduktionsrate für Weihen äußerst gering. 

## Systematik und Forschungsgeschichte
Die Erstbeschreibung erfolgte durch Jules Verreaux und wurde 1862 in Louis Maillards Notes sur l'Île de la Réunion (Bourbon) publiziert. Die Beschreibung umfasste die Gefieder und Körpermaße adulter, juveniler und subadulter Männchen; das Weibchen war Verreaux offenbar nicht bekannt. Das Artepithet widmete Verreaux Maillard, der mehrere Werke über die Ökologie und Naturgeschichte Réunions verfasste. Verreaux begründete dies damit, dass Maillard der Erste gewesen sei, der die Art von der asiatischen Elsterweihe (C. melanoleucos) unterschieden hätte. Zudem wollte er mit der Benennung Maillards Bemühungen bei der Erforschung der Vogelwelt Réunions würdigen. 

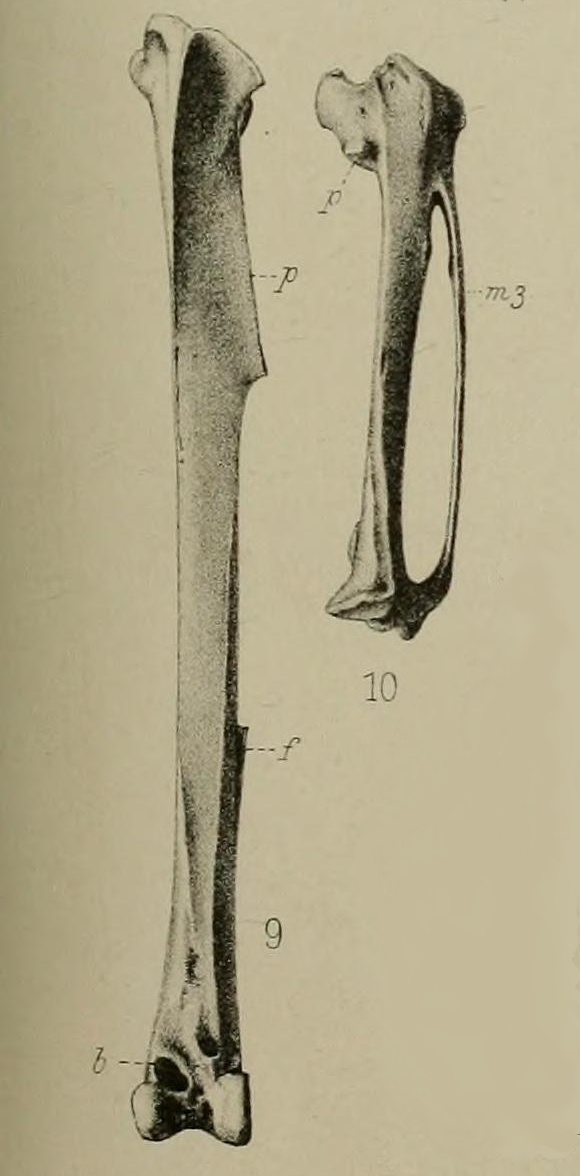
Tibiotarsus (links) und Carpometacarpus (rechts) des als Circus alphonsi beschriebenen Fossils.

Die Réunionweihe wurde nach der klassischen Systematik der Gattung Circus von Erwin Stresemann als Unterart der westpaläarktischen Rohrweihe (C. aeruginosus) angesehen. 1980 trennten Dean Amadon und John Lewis Bull die sehr viel größere Madagaskarweihe (C. macrosceles) und die Réunionweihe vom Rohrweihen-Komplex und stellten sie aufgrund von Ähnlichkeiten im Gefieder und der geographischen Nähe als Unterarten in eine gemeinsame Art C. maillardi. Auf Basis ökologischer Studien von Bretagnolle et al. und Analysen des mitochondrialen Cytochrom-b-Gens durch Robert Simmons und Michael Wink aus dem Jahr 2000 wurde der Réunionweihe schließlich Artstatus zugestanden. 
Tatsächlich stellt die Réunionweihe das Schwestertaxon zur Madagaskarweihe dar. Beide Arten gingen vor etwa 760.000 Jahren aus einem gemeinsamen Vorfahren hervor. Das Schwestertaxon der von beiden Arten gebildeten Klade ist die Rohrweihe. Auf welchem Weg der Vorfahr der Réunionweihe die Maskarenen erreichte ist ungeklärt. Da die Radiation innerhalb des engeren Rohrweihen-Komplexes offenbar von Australien ausging, nehmen einige Autoren an, dass er im Pleistozän vom indischen Subkontinent aus über die Archipele der Malediven und Seychellen einwanderte, die damals deutlich höher lagen als heute. 
Ein 1874 auf Mauritius entdecktes, zunächst der Gattung Accipiter zugeschriebenes Subfossil wurde anfänglich unter dem Namen Circus alphonsi als eigene Art der Weihen behandelt. Bereits früh wurden daran jedoch Zweifel geäußert, osteologische Vergleiche bestätigten schließlich, dass die auf Mauritius ausgestorbene Weihe der gleichen Art wie die Vögel von Réunion angehörte. Wann die Réunionweihe von dort verschwand ist ungeklärt. Cornelis Matelief de Jonge berichtete 1606 sowohl von Falken (faucons) – wahrscheinlich Mauritiusfalken (Falco punctatus) – als auch „Sperbern“ (éperviers) auf Mauritius. Sollte die Réunionweihe auf Mauritius noch bei der Ankunft der ersten Siedler existiert haben, so starb sie bald danach aus. 

## Bestand und Gefährdung
Von den ersten Siedlern wurde die Réunionweihe als häufig beschrieben, die Art wurde jedoch traditionell als Schädling angesehen und als Räuber von Hühnerbeständen verdächtigt. Abschüsse durch den Menschen waren deshalb bis in die Mitte des 20. Jahrhunderts häufig. Zwischen 1706 und 1834 wurde die Art in keinem Bericht aus Réunion erwähnt, was darauf hindeutet, dass die Réunionweihe in dieser Zeit sehr selten war. Aufgrund eines starken Bestandseinbruchs zwischen 1949 und 1967 wurde die Réunionweihe 1966 offiziell nicht mehr als Landwirtschaftsschädling eingestuft, aber erst 1974 wurden Schutzmaßnahmen und ein Abschussverbot verhängt.  Bis zum Ende der 1970er Jahre kam es zu einer deutlichen Erholung, es ist jedoch unklar, ob diese der eingeschränkten Bejagung oder dem Verbot des Insektizids DDT geschuldet ist.
Der Bestand der Réunionweihe ist mit wenigen hundert Individuen einer der kleinsten unter allen Greifvögeln. Die genauen Schätzungen variieren, so ist wahlweise von weniger als 100 Brutpaaren bis hin zu 1740 Brutpaaren die Rede. Eine Zahl von 130 Paaren entspräche dabei einem Gesamtbestand von 260 geschlechtsreifen Individuen und etwa 500 Vögeln insgesamt. Obgleich die Population derzeit stabil ist, ist der maximal mögliche Bestand aber nicht notwendigerweise erreicht. BirdLife International führt die Art seit 2000 deshalb als endangered (stark gefährdet). Bedroht ist die Art vor allem durch den Rückgang geeigneter Bruthabitate infolge der Ausweitung landwirtschaftlicher Flächen, der Zunahme des Tourismus und des Straßenbaus sowie die Wilderei und den Abschuss durch den Menschen, die trotz Verboten weiter stattfinden. Trotz ihres Zuwachses seit den 1960er Jahren bleibt die kleine Population weiter gefährdet, zumal Vulkanausbrüche auf Réunion regelmäßig große Flächen der Vegetation vernichten und zu einem Bestandseinbruch bei heimischen Vögeln führen. Gleiches gilt für Zyklone: So vernichtete der Zyklon Hyacinthe 1980 die Hälfte des Vogelbestands auf Réunion und zerstörte fast alle Gelege. Beide Naturereignisse stellen somit einen weiteren Unsicherheitsfaktor für den Bestand dar, der weiterhin durch anthropogene Faktoren gefährdet ist. 